# Siim Kallas
Pour les articles homonymes, voir Kallas.
 (janvier 2021).
Si vous disposez d'ouvrages ou d'articles de référence ou si vous connaissez des sites web de qualité traitant du thème abordé ici, merci de compléter l'article en donnant les références utiles à sa vérifiabilité et en les liant à la section « Notes et références ».
Siim Kallas, né le 2 octobre 1948 à Tallinn, alors en Union soviétique, est un homme d'État estonien membre du Parti de la réforme d'Estonie (ER). Il est Premier ministre de 2002 à 2003.
Vice-président de la Commission européenne de 2004 à 2014, il est d'abord désigné commissaire européen à l'administration, à l'audit et à la lutte anti-fraude, entre 2004 et 2010, puis commissaire européen aux Transports de 2010 à 2014.
En 2016, il est désigné candidat à la présidence de la république d'Estonie par son parti.

## Biographie

### Un jeune cadre bancaire à l'époque soviétique
Siim Kallas effectue ses études supérieures en finance et crédit à l'université de Tartu où il obtient son diplôme en 1972. Cette même année, il rejoint le Parti communiste d'Estonie (EKP), branche du Parti communiste de l'Union soviétique (PCUS). Il poursuit ensuite un troisième cycle jusqu'en 1975.
Durant la fin de la période Brejnev, il travaille au ministère des Finances de la république socialiste soviétique d'Estonie de 1975 à 1979, puis comme directeur de la Caisse d'épargne entre 1979 et 1986.
Il est le père de Kaja Kallas, députée européenne de 2014 à 2018 et Première ministre d'Estonie de 2021à 2024, puis Vice-présidente de la Commission européenne et Haute représentante de l'Union pour les affaires étrangères et la politique de sécurité depuis le 1er décembre 2024.

### Président de la Banque centrale: le père de la couronne estonienne
À la fin des années quatre-vingt, il est l’un des premiers économistes d’Estonie à introduire l’idée d’indépendance économique. Promoteur actif de cette nouvelle conception, il contribue de façon significative à mettre en place le cadre de l’économie estonienne.
Membre du Soviet suprême de l'Union soviétique et président de la Confédération estonienne des syndicats entre 1989 et 1991, il devient cette année-là président de la Banque centrale estonienne.
Il est alors l’un des principaux architectes de la réforme monétaire estonienne. Les Estoniens le considèrent comme « le père de la couronne estonienne ».
En 1992, l’Estonie adopte sa propre monnaie nationale, la couronne estonienne (kroon) qui est rattachée au mark allemand en utilisant un mécanisme de caisse d'émission. Cette réforme audacieuse et non conventionnelle est couronnée de succès et constitue aujourd'hui un excellent exemple pour toutes les économies en transition dans le monde.  Le système de caisse d'émission est couplé aux principes d’une politique monétaire prudente et d’une doctrine budgétaire restrictive, qui continuent de former les piliers de l'économie estonienne. Siim Kallas a toujours été le champion de ces principes et un fervent défenseur d'une politique budgétaire équilibrée en Estonie.

### Débuts en politique: la fondation du Parti de la réforme
Le 13 novembre 1994, il décide d'entamer une carrière politique et fonde le Parti de la réforme d'Estonie (ERE), une formation libérale de centre droit. Il annonce ensuite sa candidature aux élections législatives du 11 mars 1995 avec la volonté de devenir Premier ministre.
Lors du scrutin, sa formation remporte 16,2 % des voix et 19 députés sur 101, se classant au second niveau des forces politiques derrière l'alliance (KMÜ) entre le Parti de la coalition (Koon) et le Parti populaire paysan (EME). Lui-même entre au Parlement en remportant 1 968 voix de préférence, soit le quatrième meilleur résultat.

### Ministre à deux reprises: de la diplomatie au budget
À la suite de ces élections, le chef de file du KMÜ Tiit Vähi prend la direction du gouvernement et constitue le 17 avril une coalition dont l'ERE ne fait alors pas partie. Cependant, dès le 6 novembre, Vähi recompose une alliance à laquelle les libéraux participent. À 47 ans, Siim Kallas est nommé ministre des Affaires étrangères, un poste auquel il renonce le 22 novembre 1996, après que Vähi a accepté le soutien du Parti du centre d'Estonie (EKE). Le Parti de la réforme passe les deux années restantes de la législature dans l'opposition.
Aux élections législatives du 7 mars 1999, l'ER se contente de 15,9 % et 18 députés, se plaçant au troisième range des forces parlementaires. Kallas obtient 1 390 voix de préférence, réalisant la cinquième performance de ce scrutin.
Pourtant, le 25 mars, il est nommé ministre des Finances. Le chef de file de l'Union de la patrie (IL) Mart Laar a en effet dû composer une coalition à laquelle les libéraux participent avec le Parti populaire des modérés (RM), parti de centre gauche.

### Premier ministre estonien: un mandat éphémère
Les désaccords entre les trois formations conduisent à la rupture de l'alliance en décembre 2001. Le 28 janvier 2002, Siim Kallas devient Premier ministre et forme un gouvernement minoritaire avec le Parti du centre.
Quinze mois plus tard se tiennent les élections législatives du 20 mars 2003. Avec 17,7 % des suffrages et 19 députés, le Parti de la réforme conserve sa troisième place et n'est pas en mesure de revendiquer la direction de l'exécutif, quand bien même le Premier ministre sortant remporte 1 937 voix de préférence, soit le deuxième meilleur résultat. Aussi, bien que l'ERE rejoigne la coalition formée par Juhan Parts, Siim Kallas ne conserve aucun siège au gouvernement.

### Commissaire européen: un pilier de la Commission
Le 1er mai 2004, alors que l'Estonie adhère à l'Union européenne, le gouvernement estonien le choisit comme commissaire européen. Sur décision du président de la Commission européenne Romano Prodi, chaque commissaire d'un pays entrant est « jumelé » avec un commissaire en fonction, et Siim Kallas se retrouve en tandem avec le commissaire aux Affaires économiques et monétaires Joaquín Almunia.
À la suite des élections européennes de juin 2004, José Manuel Durão Barroso prend la succession de Prodi. Le gouvernement d'Estonie confirme Kallas à l'exécutif européen, et Barroso le choisit comme vice-président de la Commission européenne et commissaire européen à l'Administration, à l'Audit et à la Lutte anti-fraude. Il prend ses fonctions le 22 novembre suivant, soit neuf jours après avoir cédé la présidence de l'ERE à Andrus Ansip.
À son poste, il plaide pour une « réduction radicale des impôts sur les entreprises » et estime qu'entre pays européens « la concurrence en matière de fiscalité est nécessaire », et préparerait une « initiative européenne de transparence », pour obliger les lobbyistes professionnels à révéler les intérêts qu'ils représentent et leurs sources de financement.
Il est de nouveau confirmé par le gouvernement estonien après les élections européennes de juin 2009. Le 10 février 2010, conservant sa vice-présidence, il change de portefeuille et devient commissaire européen aux Transports. En 2012, il tente d'imposer le contrôle technique automobile annuel ainsi que la libéralisation complète du trafic ferroviaire, cherchant à rompre les monopoles de la SNCF et de Deutsche Bahn, son équivalent allemand.

### Retour avorté en Estonie
Le 23 février 2014, le Premier ministre Ansip, au pouvoir depuis avril 2005, annonce sa démission pour la semaine suivante. Le Parti de la réforme d'Estonie décide alors que Siim Kallas prendra sa succession, quittant ainsi la Commission européenne après neuf ans de mandat et retrouvant ses anciennes fonctions. Toutefois, alors que les négociations en vue de la formation d'une nouvelle coalition sont en cours, Siim Kallas annonce le 12 mars qu'il renonce à devenir Premier ministre et rentre à Bruxelles pour achever son mandat de commissaire. Kallas explique cette décision par la campagne médiatique menée contre lui à propos d'une affaire datant des années 1990 lorsqu'il était président de la Banque centrale d'Estonie.
Ansip prend sa suite comme commissaire estonien, et la Slovène Violeta Bulc en tant que commissaire aux Transports, le 1er novembre 2014. En août 2015, il est nommé par la Commission européenne président du groupe de haut niveau sur la simplification pour l'accès aux Fonds structurels et d’investissement européens (Fonds européen de développement régional, le Fonds social européen, le Fonds de cohésion, le Fonds européen agricole pour le développement rural et le Fonds européen pour les affaires maritimes et la pêche). En juillet 2017, le groupe d'experts indépendants présente son rapport final.

## Prix et récompenses
- Grand Officier de la Légion d'Honneur, 2001
- Ordre du Blason national d'Estonie de deuxième classe, 2003
- Européen de l'année, 2015